# Сассекс (Вісконсин)
Сассекс (англ. Sussex) — селище (англ. village) в США, в окрузі Вокеша штату Вісконсин. Населення — 11 487 осіб (2020).

## Географія
Сассекс розташований за координатами 43°8′10″ пн. ш. 88°13′23″ зх. д. / 43.13611° пн. ш. 88.22306° зх. д. (43.136247, -88.223138).  За даними Бюро перепису населення США в 2010 році селище мало площу 19,75 км², з яких 19,61 км² — суходіл та 0,13 км² — водойми.

## Демографія
Згідно з переписом 2010 року, у селищі мешкало 10 518 осіб у 4039 домогосподарствах у складі 2932 родин. Густота населення становила 533 особи/км².  Було 4186 помешкань (212/км²).
Расовий склад населення:
| - 95,2 % — білих - 2,1 % — азіатів - 0,8 % — чорних або афроамериканців - 0,3 % — корінних американців |

До двох чи більше рас належало 1,1 %. Частка іспаномовних становила 2,4 % від усіх жителів.
За віковим діапазоном населення розподілялося таким чином: 28,3 % — особи молодші 18 років, 62,1 % — особи у віці 18—64 років, 9,6 % — особи у віці 65 років та старші. Медіана віку мешканця становила 37,5 року. На 100 осіб жіночої статі у селищі припадало 97,7 чоловіків;  на 100 жінок у віці від 18 років та старших — 93,2 чоловіків також старших 18 років.
Середній дохід на одне домашнє господарство  становив 87 675 доларів США (медіана — 80 263), а середній дохід на одну сім'ю — 98 696 доларів (медіана — 94 615). Медіана доходів становила 60 574 долари для чоловіків та 45 286 доларів для жінок. За межею бідності перебувало 4,5 % осіб, у тому числі 6,1 % дітей у віці до 18 років та 8,5 % осіб у віці 65 років та старших.
Цивільне працевлаштоване населення становило 5995 осіб. Основні галузі зайнятості: виробництво — 24,4 %, освіта, охорона здоров'я та соціальна допомога — 21,2 %, роздрібна торгівля — 12,2 %, науковці, спеціалісти, менеджери — 9,0 %.